# Edouard de Laveleye
Pour les articles homonymes, voir de Laveleye.
Baron Edouard Emile Albert de Laveleye (Gand, 22 octobre 1854-Bruxelles, 23 novembre 1938), fils de Émile de Laveleye, est un ingénieur des mines belge ; aussi investisseur dans les Amériques, financier, et le premier président du Comité olympique belge,.
Il a fait partie du comité de URBSFA de 1904 à 1910 puis de 1914 à 1920 où il fut sélectionneur de la Belgique.